# Pixie (bande dessinée)
Pour les articles homonymes, voir Pixie (homonymie).
Pixie est une série de bande dessinée de fantasy publiée entre 2004 et 2007.
- Scénario : Mathieu Mariolle
- Dessins et couleurs : Aurore

## Albums
- Tome 1 : Somnambulia[1] (2004)
- Tome 2 : Sierra[2]  (2005)
- Tome 3 : Tidia[3] (2006)
- Tome 4 : Earis[4] (2007)

## Synopsis
- Tome 1 : à la suite de l'un de ses nombreux larcins, Pixie se retrouve embarqué au royaume étrange de Somnanbulia en compagnie d'un jeune prince nommé Aël. Ils y croiseront la route d'Elvynn, une guerrière expérimentée bien décidée à faire un bout de chemin avec eux dans la région… ou dans d'autres mondes parallèles ! Des mondes peuplés de créatures étranges qui semblent n'avoir aucun secret pour Aël.

- Tome 2 : De retour à Sierra, Elvynn, Aël, Pixie et Balor font route com-mune vers le campement de la caste d'Elazul, dont le chef n'est autre que le père d'Elvynn. Les pouvoirs d'Aël – ses rêves transforment la réalité – les effrayant, ils se relaient pour empêcher le jeune garçon de s'endormir. En l'hypnotisant, ils pensent pouvoir canaliser ses rêves et les contrôler.

- Tome 3 : Embarqués dans de nouveaux mondes parallèles, Pixie et ses compagnons de fortune n'arrivent plus à contrôler les rêves dévastateurs du jeune prince Aël. Après avoir tout fait pour l'empêcher de s'endormir, ils demandent l'aide du peuple Pixie pour tenter de l'hypnotiser. En vain ! C'est sans compter sur les projets machiavéliques du seigneur Ankou.

- Tome 4 : Pixie s’évade puis décide de se rendre à Earis pour délivrer Emris...

## Personnages
- Pixie : Pixie est un jeune homme qui doit son nom à sa ressemblance avec la race des Pixies, des créatures de légende aux oreilles pointues. Malgré son air juvénile, c’est une crapule, un voleur sans foi ni loi. Mais les événements auxquels il va être confronté contre son gré vont révéler des faces cachées de sa personnalité et un lourd secret sur sa nature.
- Ael : Ael est le fils du troisième roi de Daïmoon (la royauté et le pouvoir y sont régis par une hiérarchie des plus compliquées) et c'est une vraie peste. Ael est unique car il possède un pouvoir aussi intéressant que dévastateur. Il l'ignore en revanche complètement et le suspense nous gardera d'en révéler la nature ici même. Pour le moment, ce sale môme n’est pas capable de le maîtriser et le monde prie pour qu’il n’y arrive pas. Tout le contraste de ce personnage réside dans la douceur et le calme de son visage, en opposition à son sale caractère et au dangereux pouvoir qu’il recèle.
- Elvynn : Bien qu’Elvynn ait l’apparence d’une jeune fille fragile, Elvynn est une des héritières de la caste guerrière d’Elazul. Elle est une adolescente libre et brave, au visage mutin et joueur. Mais d’un autre côté, elle dissimule une personnalité à fleur de peau, sous des airs revêches et peu commodes.
- Balor : Balor est un lycanthrope des plus étranges. Son apparence monstrueuse dissimule un véritable esthète, un personnage hautain et cultivé, frustré de vivre dans un monde de destruction et de mort. Malgré une première rencontre aussi effrayante que subite, Balor servira de guide éclairé à Pixie et Ael à travers Somnambulia et les autres contrées légendaires qu'ils devront traverser.
- Ankou : Ankou est un soldat d'Earis, la puissante cité. Fils d'une longue lignée de magiciens, il possède comme la mort, le plus doux des visages. C'est un soldat cynique et froid derrière l'apparence et le charme d'un héros. Le mystère qui l'englobe nous empêche d'en révéler trop sur ce personnage en ce lieu. En revanche, il semble posséder un lien mystérieux avec Cadoan, le père d'Ael.
- Nessa: Nessa est la prêtresse cheftaine de la communauté des prêtresses d'Earis, caste dont les principes sont opposés avec ceux d'Ankou. Elle est en perpétuel conflit avec Ankou, et essaie de découvrir quel est le but de sa machine. Elle utilise également la magie et est très agile au combat. Bien qu'elle paraît froide et antipathique elle garde tout de même en elle les séquelles d'une ancienne relation avec Ankou.

## Publication

### Éditeurs
- Delcourt (Collection Terres de Légendes) : Tomes 1 à 4 (première édition des tomes 1 à 4).